# Рудников, Вячеслав Алексеевич
Ру́дников Вячесла́в Алексе́евич — российский предприниматель, политический и общественный деятель, кандидат экономических наук, основатель и соучредитель Фонда «Русские», кандидат в губернаторы Брянской области (2012 год) от партии «Справедливая Россия», основатель и совладелец более 30 различных компаний, среди которых группы компаний «R-Style» и «е-Style».

## Биография
Вячеслав Рудников родился 16 июля 1960 года в городе Брянске.
В 1977 году окончил среднюю школу № 26 в г. Брянске. С 1977 по 1983 год учился в Брянском институте транспортного машиностроения (ныне Брянский государственный технический университет) на факультете «Подъемно-транспортные машины», специальность «Динамика и прочность машин». По окончании вуза ему была присвоена квалификация «инженер-механик-исследователь».
В 1983—1986 годах — инженер-конструктор в Лаборатории динамики и прочности машин ПО «Электростальтяжмаш» (г. Электросталь, Московская область).
В 1986—1989 годах — инженер-конструктор ЦНИИМЭ (г. Химки, Московская область).
С 1989 года — обучение в очной аспирантуре ЦНИИМЭ.
С 1988 года — предприниматель в области информационных технологий, инновационных методов образования и средств масс-медиа.

## Предпринимательская деятельность
С февраля 1991 года — основатель, президент и мажоритарный акционер советско-сингапурского предприятия «Эр-Стайл». Компания занималась продажей компьютерной и офисной техники, затем начала производство собственных компьютеров под маркой «Эр-Стайл» и Codel. Были организованы новые компании — «Эр-Стайл Компьютерс», «Эр-Стайл Инвестментс», «Эр-Стайл Софтвер Лаб» и другие. Деятельность компаний была организована в виде холдинга, существенно расширилась сфера деятельности- появилась дистрибуция, разработка программного обеспечения, системная интеграция.
В 1992—1993 годах была создана собственная сеть филиалов компании «Эр-Стайл» во всех административных центрах федеральных округов страны.
В 1993 году создана дочерняя компания Codel International в Сингапуре, занимающаяся сборкой компьютеров и поставкой комплектующих и офисной техники.
В 1995 году были созданы компании «Кирилл и Мефодий» и «New Media Generation», специализирующиеся в области производства и дистрибуции мультимедиа продукции на CD и DVD, в основном в области образования. Выпущено более 150 продуктов, среди которых наиболее известным является «Большая энциклопедия Кирилла и Мефодия» (продано более 1 млн экземпляров).
В 1998 году Рудников создал компанию «КМ онлайн», ставшую учредителем одного из первых интернет порталов в России — КМ.RU.
В конце 90-х и начале 2000-х годов в Москве были построены 4 офисных здания для нужд компаний Вячеслава Рудникова, строительством занималось ООО «КС-Траст».
В 2000 году Вячеслав Рудников создал группу компаний «е-Стайл» со специализацией в области интернета и новых медиа, в которую вошли новые компании:
- «Computerplaza» (интернет торговля)
- «Travelshop» (продажа билетов и путёвок через интернет)
- «ДваСолнца» (разработка сайтов и рекламное агентство в интернет)
- «е-Style ISP» (провайдер интернет и телекоммуникационных услуг)
- «Мастеркод»" (разработка компьютерных игр, программ на заказ)
- «КМ образование» (разработка образовательных платформ в интернете)
- «е-Стайл Софтвер Хаус» и ее дочерняя компания в США — «e-Style Software» (работа по модели оффшорного программирования — разработка программ для американского и российского рынков)
- «Высший Сорт» (разработка бухгалтерских программ) и ряд других.

В 2000 году была создана сеть из 20 ресторанов, управлением которой занимался Рилван Адетунжи Бамгбала — миноритарный партнер Вячеслава Рудникова.
В 2004 году была создана компания «КМ-Медиа», ею была ранее разработана поисковая система, которая известна сегодня как государственный поисковик «Спутник» (компания «КМ — Медиа» в 2012 году продала 74,99 % доли государственной компании «Ростелеком» и ее «дочке» РТКом и была переименована в «Спутник»). В 2016 году активы ООО «Спутник» были переведены представителями Ростелекома во вновь созданную структуру ППП «Спутник». ООО «Спутник» была ими же обанкрочена с потерей Рудниковым В. А. его доли в размере 19,55 %. Эта история стала примером недобросовестного и недостойного поведения государственных структур в области частно-государственного партнёрства.
В 2006 году Вячеслав Рудников создал продюсерскую телестудию «Новое время». За время своего существования компания выпустила более 160 документальных и научно- популярных фильмов просветительского характера по российской и мировой истории. Среди них цикл научно-популярных фильмов «История России 20 век» (132 серии) и «Русское экономическое чудо» (10 серий).
В 2009 году Вячеслав Рудников создал компанию «NANO Секьюрити», осуществляющую деятельность в области информационной безопасности — разработчик антивирусных компьютерных программ. Основной программный продукт, выпускаемый компанией — «NANO Антивирус» в различных модификациях. Компания обладает собственными уникальными технологиями, имеет патенты России, США, Китая, десяти основных стран Европы.
Продукты сертифицированы компаниями Intel, 1C, OPSWAT, их качество подтверждено многочисленными международными тестами, а также рекомендован компанией Microsoft для использования на ОС Windows.
В 2010 году Вячеслав Рудников организовал инновационную компанию по разработке летательных аппаратов. Создан образец — 4-х местный самолёт МП-1, практически полностью из отечественных композитных материалов и комплектующих с уникальными расчетными характеристиками — ультракороткой длиной разбега/пробега и повышенной надежностью. Компания летом 2018 года приступила к испытанию МП-1, однако работы несколько раз приостанавливались, а в 2019 году были заморожены в связи с форс-мажорными обстоятельствами.
Также в компании разработаны концепции 20-местного летательного аппарата вертикального взлета, летающих платформ и дирижаблей для перевозки пассажиров и грузов весом до 500 тонн.
Вячеслав Рудников с самого начала бизнеса являлся мажоритарным акционером во всех без исключения компаниях, владея контрольным — от 50 до 100 % — пакетом акций, занимал различные высшие управляющие должности во многих компаниях. В группе компаний «Эр-Стайл» был Президентом, затем Председателем Совета директоров, являлся также Президентом группы компаний «е-Стайл».

## Корпоративный конфликт
В 2009 году давний бизнес-партнёр Вячеслава Рудникова по ряду компаний Бамгбала Рилван присвоил совместный бизнес- сеть из 20 ресторанов и кофеен стоимостью около 35 млн долларов США. С этого в 2010 году начался конфликт Рудникова В. с Бамгбалой Р., против принадлежавшей Рудникову и Бамгбале компанией «Вэтэрра» заинтересовались иностранные инвесторы, однако работать с российской фирмой они не хотели. Тогда Бамгбала предложил Рудникову и двум другим участникам оформить продажу долей по номинальной стоимости кипрской компании «Авла Инвестмент Лтд», которой владел Бамгбала с обязательством ввести Рудникова В. А. и двух партнёров в состав учредителей с теми же долями, которые они имели в российской компании. Однако позднее, после продажи компании «Вэтэрра», Р.Бамгбала отказал Рудникову и другим партнерам в праве войти в капитал своей компании, присвоив их доли.
В 2011 году по заявлению Рудникова было возбуждено уголовное дело в отношении Р. Бамгбалы по факту мошенничества.
Бамгбала Р. был объявлен в розыск и скрылся на территории ОАЭ. Позже уголовное дело то закрывали, то вновь открывали, правоохранительные органы прилагали значительные усилия, чтобы затянуть его расследование. В деле были подменены результаты экспертизы на недостоверные, выполненные неуполномоченным лицом и в 2018 году оно было закрыто за истечение сроков давности.
В 2011 году Васин В. И. привёл в группу компаний «Эр-Стайл» R-Style инвесторов — Александра Клячина и Сергея Гордеева, которые в сговоре с Васиным в 2013 году совершили рейдерский захват группы компаний, не выполнив условия инвестирования. Затем вывели все активы: финансы, технические и технологические компетенции, персонал около 1000 человек в новую компанию «Редсис». Туда же перевели несколько сотен контрактов с заказчиками и более 40 долгосрочных дилерских договоров с западными компаниями- вендорами. Компании, входившие в группу «Эр- Стайл» обанкротили. Рудникова В. лишили активов на сумму около 60 млн долларов США (33 % акций группы). Позже стало известно, что «Редсис» участвовало в серых схемах получения контрактов в Пенсионном фонде России на сумму более 10 млрд рублей. При этом выяснилось, что Клячин имел конфликт интересов, устроив Ольгу Демчинскую — жену председателя Пенсионного фонда Антона Дроздова советником президента своей компании «Азимут Хотелз». После возбуждения уголовного дела в Пенсионном фонде 9 июля 2019 года и обысков в офисе «Редсис», компания спешно свернула свою деятельность, уволив всех сотрудников и ушла в банкротство. Ущерб государству от деятельности ООО «Редсис» оценивается специалистами- экспертами в сумму более 5 млрд рублей.
В 2012 году Василий Васин и Сергей Касаткин — директор ООО «Эр Эс Сервис» (сокращённое название — РСС) похитили эту компанию, в которой Вячеславу Рудникову принадлежало 52,55 %. Была зарегистрирована новая компания «РСС», куда были переведены все активы, а прежняя компания обанкрочена. Стоимость похищенного — около 1,5 млрд рублей.
В 2014 году Василием Васиным и его новыми партнёрами из группы Александра Клячина обманным путем была похищена компания «е-Стайл Софтвер Хаус», в которой Рудникову В. принадлежало 66 %.
В 2015 году Васин В., Бамгбала Р., Клячин А., юрист Кирсанов А., конкурсный управляющий Кожевников К. и ряд других лиц похитили активы ООО «Эр Стайл» (не входившую в группу) на сумму более 1 млрд рублей по схеме умышленного управляемого банкротства. Рудникову принадлежало доля в 52,55 % в этой компании.
С 2012 года велась массированная атака на ООО «КС- Траст» и её дочернюю компанию «Белкофорте», имевших в собственности недвижимость — более 10 объектов, включая 4 здания в Москве.
Используя сфабрикованное уголовное дело против Вячеслава Рудникова, поддержку прокуратуры и неправовые решения судов членам группы Клячина А. удалось привлечь на свою сторону директора «Белкофорте» — Сундукова Игоря Борисовича и похитить активы этих компаний. Использовалась та же схема умышленного (криминального) банкротства: с помощью неправовых решений московского Арбитражного судьи Пахомова Евгения были введены 4 мнимых кредитора, все аффилированные с Клячиным А., используя недостоверные отчеты и экспертизы выставили активы на закрытые торги по цене, заниженной в 5 раз. Управляющим Серговским А., работавшим ранее в ряде проектов с Клячиным А., в частности по гостинице «Метрополь», были осуществлены многочисленные незаконные действия в рамках этого криминального банкротства. В результате собственником ООО «Белкофорте» стал нигерийский гражданин Агбула Габиб, никогда ранее не бывавший в России и проживающий в трущобах в одном из городов Нигерии, очевидно являясь подставным лицом. Директором компании стал другой нигериец, также связанный с Бамгбалой Р.
В сентябре 2020 года был закрыт проект российской поисковой системы «Спутник», запущенной по схеме частно-государственного партнёрства. Чтобы лишить Рудникова В. доли в проекте в размере 19,51 %, члены группы Александра Клячина — Василий Васин и Сергей Гордеев убедили куратора проекта вице-президента «Ростелекома» создать новую компанию — "Поисковый портал «Спутник», куда по отработанной схеме были выведены все активы компании, а сама ООО «Спутник» прекратила свою работу в результате управляемого банкротства. Государству был нанесён ущерб, исчисляемый десятками миллиардов рублей. Попытки Рудникова В. достучаться до руководства «Ростелекома» ни увенчались успехом.
Возбудить уголовные дела Рудникова В. в отношении членов группы Клячина А. не удалось по причине масштабных коррупционных связей группы на высоком и среднем уровне в среде правоохранителей, судей и прокуратуры.

## Уголовное дело, сфабрикованное в отношении Рудникова В.А
Против самого Рудникова 31 октября 2012 года было возбуждено уголовное дело по заявлению неизвестного ему человека Артема Бокши по фальшивой доверенности от имени принадлежащей Рудникову компании. 5 декабря 2017 года дело признано незаконным, но не закрыто, в тот же день возбуждено новое, по тем же основаниям. Это было необходимо мошенникам, так как изменилась схема захвата активов — с внешней, на внутреннюю, поскольку удалось подкупить директора Сундукова, полномочия которого закончились и удержать его незаконно в этой должности.
Уголовное дело трижды возвращалось из судов: из Бутырского — 14 июля 2015 года, и дважды из Тушинского — 26 декабря 2016 года и 12 августа 2019 года.
В январе 2020 года истёк срок давности, но следствие отказывалось прекращать уголовное преследование — дело не было закрыто, а Вячеслав Рудников находился под подпиской о невыезде. При этом существовало значительное количество документальных доказательств незаконности действий правоохранительных и следственных органов, подлогов и фальсификаций следствием документов, а также отписок прокуратуры и укрывательства преступников, десятки неправовых (с прямым нарушением конкретных статей закона) решений судов.
Все компании похищались одним и тем же способом — активы выводились в параллельные структуры. С помощью коррупции в судах, правоохранительных органах и прокуратуре группа Клячина А. получала нужные решения для легализации украденных ими активов.
Всё происходящее стало возможным при беспрецедентной поддержке и участии следователей Следственного комитета РФ по СВАО г Москвы Тимура Бениаминовича Блинова и Галашко Сергея Кимовича, а также сотрудников ГСУ СК по г Москве.
Целью указанного уголовного дела было расхищение активов Вячеслава Рудникова и разрушение созданной им бизнес-империи.
И лишь Конституционный суд Российской Федерации, рассмотрев жалобу Рудникова В. А. в своём Постановлении от 18.07.2022 г. № 33-П принял решение: «Уголовное дело гражданина В. А. Рудникова должно быть прекращено, если до настоящего времени не передано для рассмотрения в суд». Конституционный суд в ходе разбирательства также признал частично не соответствующим Конституции положения ст.78 Уголовного кодекса и ст.27 Уголовно-процессуального Кодекса РФ.
Дело было прекращено Постановлением следователя Блинова Т. Б., сфабриковавшего уголовное дело, и который так и не смог в очередной раз сформулировать и предъявить обвинение В. А. Рудникову по несуществующему преступлению и направить его в суд.

## Информационная война
В отношении Вячеслава Рудникова была развязана настоящая информационная война и травля в СМИ. Особенно в этом отличились газеты «Коммерсант», «Независимая газета», «Московский комсомолец», агентство «Росбалт». Нападавшие на Рудникова участники ОПГ абсолютно ни в чём не стеснялись и вывалили на него огромное количество лжи и клеветы.

## Общественно-политические проекты
Начиная с 2000-х годов Рудников публикует ряд аналитических и публицистических статей, участвует в различных конференциях и других мероприятиях общественного характера.
В 2005-2007 годах с группой единомышленников участвовал в разработке идеологии нового общественного строя – социогуманизма. Основные положения политической платформы социогуманизма были опубликованы в издательстве «Поколение» в 2007 году. На сегодняшний день идеология и программа социогуманизма являются официальной программой Народно-патриотической партии России — «Власть Народу» (зарегистрирована в Министерстве юстиции РФ 30 января 2018 года).
Создание фонда «Русские»
В 2007 году Рудников организовал Фонд содействия объединению русского народа «Русские», основной задачей которого является содействие воссоединению Украины, Белоруссии, Казахстана и России в едином государстве, председатель правления Фонда «Русские». Финансировал фонд с самого начала его образования. В Фонде была разработана «Демографическая доктрина России», в 2008 году был запущен проект «Карта русского» в ряде республик бывшего СССР. В то время проект «Карта русского» не нашел понимания в МИД России, но позднее был признан как эффективное средство реинтеграции постсоветского пространства, однако из-за сопротивления российских властей время было упущено.
Определение понятия «Русский», предложенное Фондом, тем не менее было введено в оборот многими политическими силами при обсуждении национальной политики.
Было начато производство фильмов о великих наших соотечественниках. Начаты эксперименты в области развития села. В декабре 2015 года умер Президент фонда — генерал-майор в отставке Шершнев Л. И.. Вячеслав Рудников в это время был помещен под домашний арест в связи с возбуждением сфабрикованного против него уголовного дела, связанного с рейдерским захватом его активов. В 2016 году деятельность Фонда была остановлена, а настоящее время его деятельность заморожена в связи с нехваткой денежных средств и ограничениями, наложенными на Рудникова.
Создание партии «За нашу Родину»
В 2009 году при участии Вячеслава Рудникова была создана партия «За нашу Родину» (в период проведения Оргкомитета имело рабочее название «Дело Нации»). Идеологическую платформу партии составили убеждения её основателей в том, что «Великая Россия является самобытной русской цивилизацией с собственными ценностями, идеалами, историей, великим русским языком и культурой, обогащенной культурами коренных народов, объединенных государствообразующим русским народом в единую Нацию». Рудников в качестве сопредседателя партии в соавторстве с Михаилом Юрьевичем Лермонтовым в открытом письме на имя Президента России Дмитрия Медведева выступал с предложением о создании верховного народного представительского органа «Народного собрания России».
Руководство брянским региональным отделением партии «Справедливой России»
С сентября 2011 года Вячеслав Рудников — председатель Совета регионального отделения партии «Справедливая Россия» в Брянской области, с апреля 2012 года по декабрь 2013 года — член Центрального Совета партии «Справедливая Россия».
В декабре 2011 года участвовал в выборах в Государственную Думу, однако не прошел по голосам, набрав 10,6 % голосов при необходимых 11,7 %. Экс- руководитель брянского регионального отделения «Справедливой России», депутат областной Думы Людмила Колмогорцева заявила о выходе из партии. В открытом письме на имя главы «Справедливой России» Сергея Миронова Людмила Колмогорцева обвинила главу эсеров в торговле местами в партийном списке, заявив, что первая строчка была продана «московскому толстосуму Рудникову» якобы за деньги. Выдвижение Рудникова Людмила Колмогорцева объяснила потребностью партии в деньгах. Указанную информацию немедленно подхватила Нарусова Л. Б., сославшись на заявление Комогорцевой. На проведенной им пресс-конференции Вячеслав Рудников опроверг ложь Колмогорцевой и предложил пройти проверку на детекторе лжи. Позже Рудников подал на Колмогорцеву в суд за клевету и суд выиграл. По мнению Рудникова Вячеслава действия Людмилы Комогорцевой объяснялись местью за потерю руководства Брянским отделением партии и желанием навредить имиджу Рудникова В. А.
Участие в выборах губернатора Брянской области
В 2012 году Вячеслав Рудников участвовал в выборах губернатора Брянской области, которые стали самыми скандальными среди всех региональных выборов 2012 года. Махинациями действующего на тот момент губернатора Н. В. Денина Вячеслав Рудников не был допущен до выборов, как «не прошедший муниципальный фильтр и не набравший необходимого количества подписных листов депутатов». Николай Денин сдал подписные листы в последний разрешенный для этого день, где представил 12 подписных листов тех же депутатов, которые отдали ранее свои голоса Вячеславу Рудникову. При этом на подписных листах, представленных Дениным были проставлены более ранние даты, чем в подписных листах, представленных Вячеславом Рудниковым, но заверены они были главными специалистами либо председателями сельсоветов, в отличие от нотариального заверения подписных листов Рудникова.
Вячеслав Рудников обратился в ЦИК и Верховный суд РФ, однако ЦИК не признал 19 подписных листов, а Верховный суд вынес решение через полгода после выборов, указав, что «не хватает 1 подписного листа». Таким образом, своими действиями Николай Денин избежал гарантированного второго тура на выборах губернатора Брянской области в 2012 году и последующего поражения либо от Вячеслава Рудникова — представителя партии «Справедливая Россия», либо от Вадима Потомского — представителя КПРФ. Сам Николай Денин в 2015 году был осужден и приговорен к 4 годам лишения свободы с отбыванием в колонии общего режима.